# Singida (Tansania)
Singida ist die Hauptstadt der gleichnamigen Region Singida in Tansania.

## Geographie
Die Stadt Singida liegt im Zentrum des Landes auf einer Höhe von etwa 1500 m und ist die Hauptstadt der gleichnamigen Region Singida. Sie ist bedeutender Verkehrsknotenpunkt zwischen dem Victoriasee und Dodoma, aber auch zwischen dem Westen (Ruanda) und Daressalam im Osten. Außerdem liegt Singida an einer Hauptbahnlinie der Tansania Railways.
Singida liegt auf einer kargen, von rötlichen Steinen und Gesteinsformationen geprägten Hochebene (Halbwüste) in 1500 m Höhe. Das Klima ist semiarid, außerhalb der jährlichen zwei Regenzeiten ist es sehr trocken. Die Stadt ist umgeben von dem See Kindai im Süden und dem See Singida im Norden.
Von Süd nach Nord verläuft die B 141, von der innerhalb des Stadtgebietes die B 3 nach Westen sowie die B 143 nach Osten abzweigen.

## Einwohner
Singida hat rund 230.000 Einwohner.
| Volkszählung | Einwohner |
| ------------ | --------- |
| 1988         | 81.528    |
| 2002         | 114.853   |
| 2012         | 150.379   |
| 2022         | 232.459   |

## Städtepartnerschaft
Singida unterhält seit 1986 eine Städtepartnerschaft mit Salzburg (Österreich).

## Geschichte
Die Stadt entwickelte sich vor mehr als 100 Jahren an einem Verkehrsknotenpunkt, zählte bis 1918 zu Deutsch-Ostafrika, ab 1919 zum britischen Völkerbundsmandat und war von 1946 bis zur Gründung des Staates Tansania ein britisches UN-Treuhandgebiet.

## Wirtschaft
Singida ist ein Verwaltungszentrum mit Schulen und Krankenstationen, einem Bahnhof und einem Fußballstadion. Ein Markt bildet das Stadtzentrum. Die Stadt liegt abseits vom Tourismus und ist geprägt von vielen kleinen Hausgärten, Handwerkern und Händlern.

## Töchter und Söhne der Stadt
- Mohammed Dewji (* 1975), Unternehmer
- Zakia Mrisho (* 1984), Langstreckenläuferin
- Samson Ramadhani (* 1982), Langstreckenläufer
- Alphonce Felix Simbu (* 1992), Langstreckenläufer
- Restituta Joseph (* 1971), Langstreckenläuferin
- Aisha Masaka (* 2003), Fußballspielerin

## Religion
Singida ist Sitz des Bistums Singida.